# Великий Улуй
Великий Улуй (рос. Большой Улуй) — село в Росії, у Красноярському краї, адміністративний центр ‎Великоулуйського району. Населення - 3340 осіб.

## Географія
Розташоване на правому березі річки Чулим за 43 км на північ від залізничної станції Ачинськ-1 на Транссибірської магістралі. Південно-західна частина села розташована на правому березі річки Великий Улуй, що впадає в річку Чулим.

## Історія
Село засноване в 1771 році. У 1862 році розпочато будівництво дерев'яної Микільської церкви. Освячена в 1864 році. З 1894 року село - волосний центр.

## Економіка
Основною статтею доходу бюджету є податкові надходження від Ачинського нафтопереробного заводу, розташованого на території ‎Великоулуйського району.
Асфальтовий завод.

## Релігія

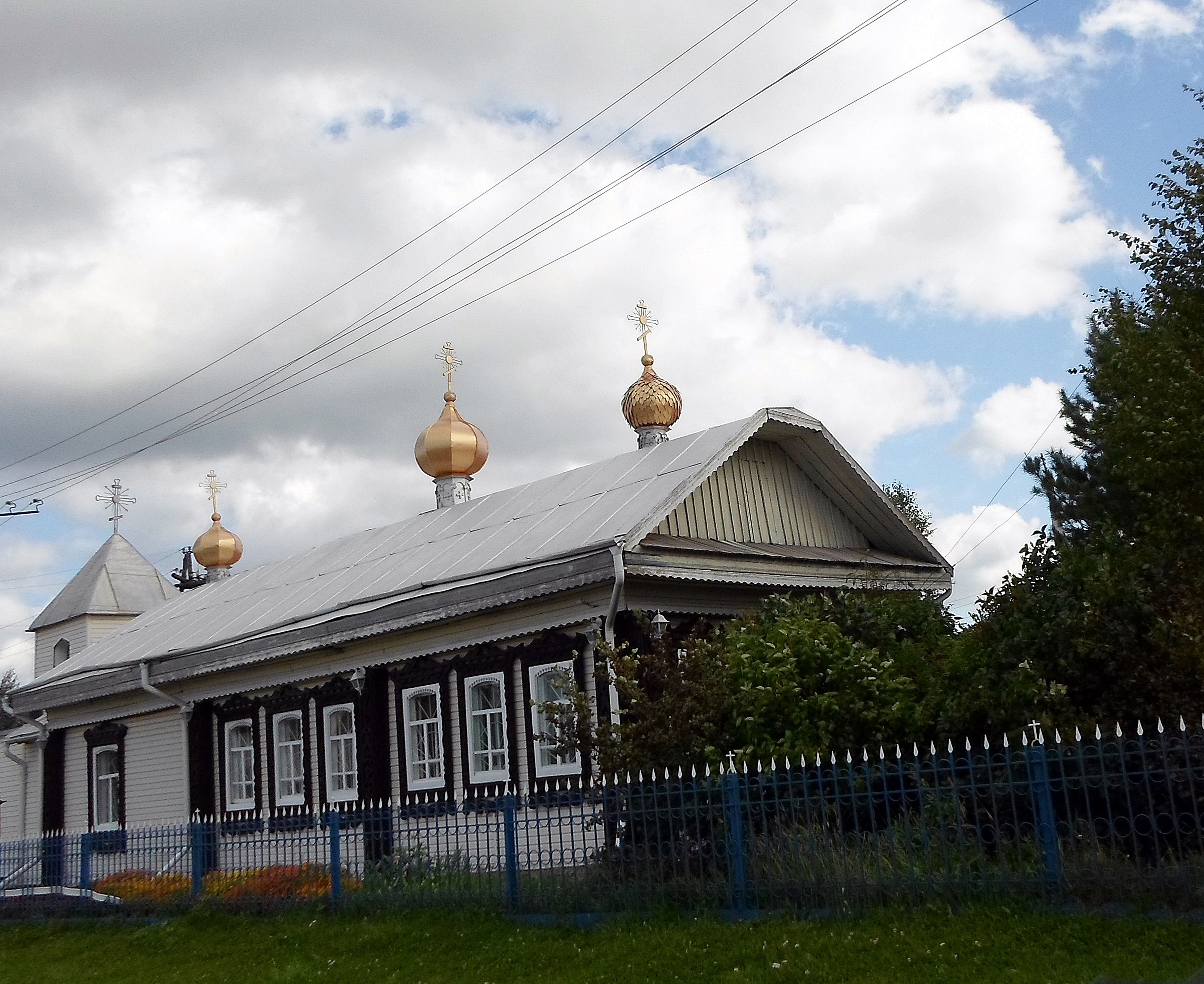
Микільська церква

Микільська церква. 1864 рік.